# アニメーション産業
アニメーション産業（アニメーションさんぎょう）とはアニメーションに関連する産業。

## 概要
単に作品の制作に留まらず、ライセンスビジネス、音楽、出版、他業種とのタイアップ等、多岐に及ぶ。
典型的な労働集約型産業で制作費に占める人件費の割合が高く、動画は早くから制作の国際分業化が進み、人件費の安い国に下請けが進んでいた。
1990年代以降、デジタル化が進み、地方都市や海外等、地理的な距離の離れた場所にスタジオを構えて分業化が進みつつある。近年では各国で振興策がとられる。

## 各国のアニメーション産業

### 日本
419社あるとされるアニメ制作会社のうち、80%以上の365社が東京に立地しており、特に79社が所在する練馬区と70社が所在する杉並区の2区に集中して所在する。およそ6000人が従事しており、近年では若手のアニメーターを育成するための施策がとられる。

### アメリカ
ウォルト・ディズニー・アニメーション・スタジオが50作以上の作品を送り出し、近年ではCGによるアニメーションの製作が主流となり、ピクサー・アニメーション・スタジオとドリームワークス・アニメーションが双璧をなす。

### 中国
テレビアニメの制作分数が2003年当時1万2000分だったが、2008年には日本を追い越し、2011年には26万231分とわずか9年で21倍になった。海賊版が横行しており、アニメ製作会社の収益に悪影響を与える。

### フィリピン
東映アニメーションフィリピン等が進出しており、近年、ゲームやアニメの受託制作拠点としての地位を築きつつある。

## アニメ制作を題材とした作品
- フィルムは生きている（1958年、漫画）
- トーキング・ヘッド（1992年、映画）
- アニメーション制作進行くろみちゃん（2001年、OVA）
- アニメがお仕事!（2004年、漫画）
- 夢と狂気の王国（2013年、映画）
- SHIROBAKO（2014年、テレビアニメ）